# El Payo
El Payo (Payu trong tiếng extremaduran) là một đô thị ở tỉnh Salamanca, phía tây Tây Ban Nha, cộng đồng tự trị Castile-Leon. Đô thị này có cự ly 135 kilômét so với thành phố tỉnh lỵ Salamanca và có dân số 448 người.

## Địa lý
Đô thị này có diện tích 61,87 km².
Đô thị này nằm ở khu vực có độ cao 934 mét trên mực nước biển.
Mã số bưu chính là 37524.